# شهرستان اوئیل
شهرستان اوئیل (به قزاقی: Ойыл ауданы، ويىل اۋدانى) یک منطقهٔ مسکونی در قزاقستان است که در استان آق‌تپه واقع شده‌است. شهرستان اوئیل ۱۸٬۹۱۴ نفر جمعیت دارد.